# Scoville Brown

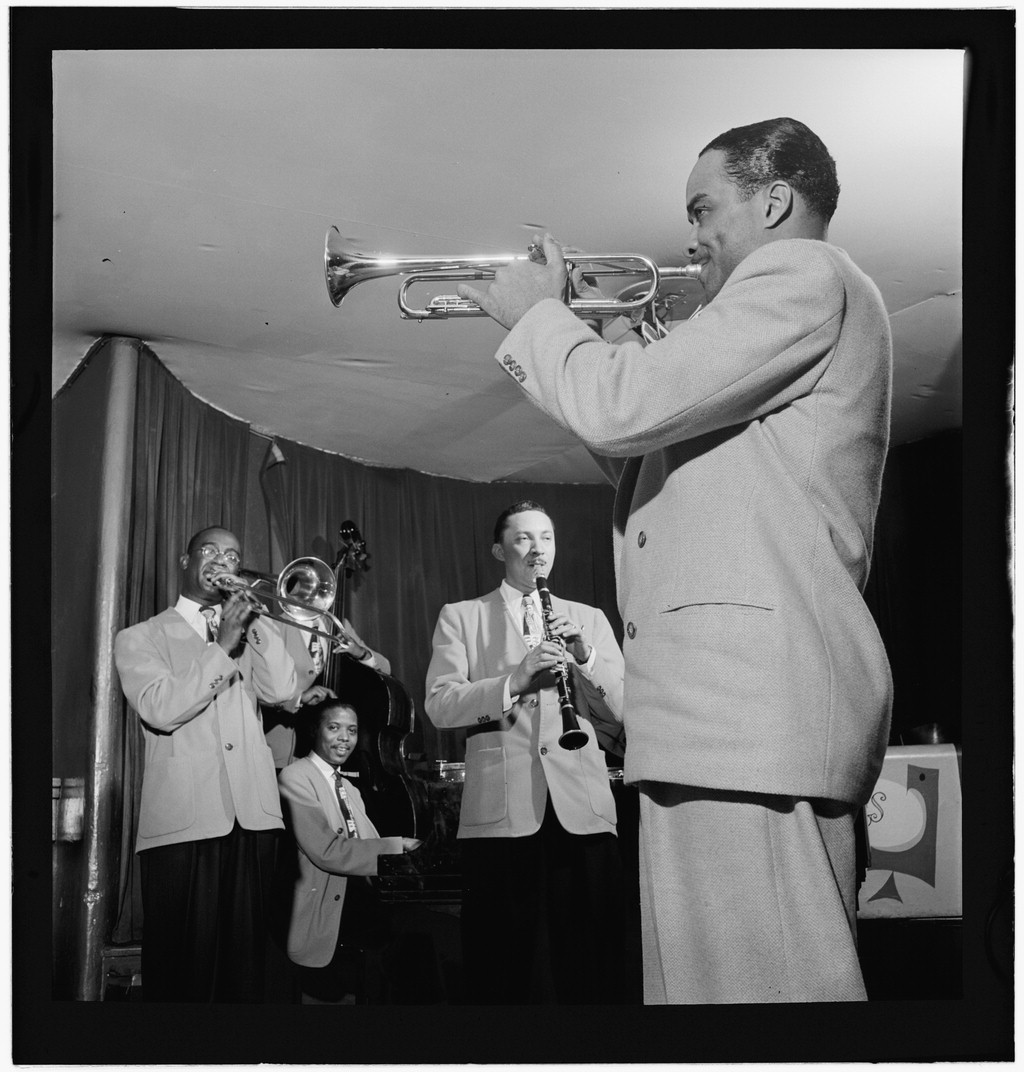
Scoville Toby Brown (zweiter von rechts) mit Ted Kelly, Kenny Kersey, Benny Fonville (von links) und Buck Clayton (rechts) bei einem Auftritt im Café Society in New York. Foto: William P. Gottlieb (1947)

Scoville „Toby“ Brown oder Browne (* 13. Oktober 1915 in Chicago, Illinois; † 4. Oktober 1994 in Atlanta) war ein US-amerikanischer
Jazz-Klarinettist und Altsaxophonist des Swing und Dixieland Jazz.

## Leben und Wirken
Scoville Brown begann seine Karriere Ende der 1920er Jahre in Junie Cobbs Band und bei den Midnight Ramblers in Chicago; 1931/32 spielte er Saxophon und Klarinette bei dem Schlagzeuger und Bandleader Fred Avendorph. Von 1933 bis 1935 arbeitete er bei Louis Armstrong; Mitte der 1930er Jahre bei Jesse Stone, Jack Butler, Claude Hopkins und begleitete die Sängerin Blanche Calloway. Am Ende der Dekade studierte er am Chicago College of Music. In den 1940er Jahren spielte Browne mit Slim Gaillard, Fats Waller, Buddy Johnson, Hot Lips Page und im Trio von Eddie Heywood; dann wurde im Zweiten Weltkrieg zur US-Army eingezogen.
Nach Kriegsende arbeitete Brown erneut bei Claude Hopkins, in Teddy Wilsons Radioshow bei CBS und mit Buck Clayton, zu hören in Titeln wie „Dawn Dance“ oder „Basies Morning Bluesicals“ 1946, sowie Ende der 1940er Jahre mit Lucky Millinder. Zwischen 1948 und 1952 leitete er eine eigene Band; von 1952 bis 1955 spielte er in Dixieland-Bands, etwa im Stuyvesant Casino, und studierte klassische Musik. 1956/57 spielte er bei Lionel Hampton, mit dem er auf Europa- und Nahosttournee ging, Ende der 1950er Jahre mit Muggsy Spanier. Brown trat in den 1960er und frühen 1970er Jahren wieder mit Claude Hopkins auf, in den 1980er Jahren leitete er die East Coast Jazz Band. Trotz seiner zahlreichen Aktivitäten als Leiter eigener Formationen nahm er keine Schallplatten unter eigenem Namen auf.

## Lexikalische Einträge
- Carlo Bohländer, Karl Heinz Holler: Reclams Jazzführer (= Reclams Universalbibliothek. Nr. 10185/10196). Reclam, Stuttgart 1970, ISBN 3-15-010185-9.
- John Jörgensen, Erik Wiedemann: Jazzlexikon. München: Mosaik, 1967.
- Leonard Feather, Ira Gitler: The Biographical Encyclopedia of Jazz. Oxford University Press, New York 1999, ISBN 0-19-532000-X.